# Vipassana
Vipassana (aus dem Pali: Vipassanā, deutsch ‚Einsicht‘, Sanskrit vipaśyanā) bezeichnet im Buddhismus die „Einsicht“ in die Drei Daseinsmerkmale Unbeständigkeit (anicca), Leidhaftigkeit bzw. Nichtgenügen (dukkha) und Nicht-Selbst (anatta).
Der Übungsweg zur Entfaltung dieser Einsicht wird „Vipassana-Meditation“ (vipassanā-bhāvanā), „Einsichtsmeditation“ oder „Vipassana-Praxis“ genannt. Vipassana-Praxis ist ein Weg, um das durch Nichtsehen (avijjâ) und Verblendung (kilesa) verursachte Leiden (dukkha) zu überwinden bzw. im Leben die Befreiung des Nirwana zu erlangen. Er wird auf einen Kommentar (Visuddhi-Magga) zu den im Pali-Kanon überlieferten Lehrreden des historischen Buddha zurückgeführt.
Die Vipassana-Praxis und das Erreichen ihrer Ziele ist grundsätzlich an keine Religionszugehörigkeit gebunden. Vipassana-Meditation wird auch von Nicht-Buddhisten geübt und gelehrt. Wesentlicher Teil der verschiedenen Schulungsmethoden ist die Übung von Achtsamkeit (sati). In der psychologischen Literatur wird Vipassana-Meditation gewöhnlich „Achtsamkeitsmeditation“ statt Einsichtsmeditation genannt.
Die „Vipassana-Bewegung“ ist eine lose geknüpfte Laien- und Ordiniertenbewegung, die im Theravada-Buddhismus ihren Ursprung hat. Sie umfasst heute zahlreiche Lehrer, Schüler, Kurse, Meditationszentren und Gemeinschaften.

## Etymologie
Das Pali-Wort Vipassanā setzt sich aus dem Sanskrit-Präfix „vi-“ und der Verbalwurzel „√paś“ für „sehen“ zusammen. Es wird meist mit „Einsicht“, „Klarblick“ oder „Klarsicht“ übersetzt.
Das Präfix „vi-“ bedeutet in erster Linie „zwei Teile“ oder eine Bewegung „weg“ von etwas anderem. Dementsprechende Präfixe im Deutschen sind „auseinander-“ oder „ent-“. Wörtlich kann man Vipassanā auch als „Auseinander-Sehen“ übersetzen. Es bezeichnet demnach ein intuitiv unterscheidendes, tiefer durchschauendes und damit von Illusionen befreiendes „Sehen“ im Sinne eines unmittelbaren Erfassens. Das entspricht auch der anderen Bedeutung von „vi-“, die eine „intensive“ Qualität des Unterscheidens ist. Vipassanā meint also eine besondere Art des Tiefblickens, das direkt, ungetrübt oder wahrheitsgemäß alle inneren und äußeren Vorgänge erfasst.
Mit jenen „zwei Teilen“ von „vi-“ sind die Illusion oder Falschheit und die Realität oder Wahrheit gemeint. So bedeutet Vi-Passanā ein höheres Sehen, das mit Hilfe der intuitiven Unterscheidung der Achtsamkeit zunehmend jede Illusion, Manipulation oder Verblendung durchschaut und damit die jeweilige Realität oder Wahrheit direkt erfasst. Viele Vipassana-Lehrende vertreten die Sicht, dass, wenn diese Unterscheidung fortwährend kultiviert werde, sie zur „vollen Befreiung“ (Nirvāna), dem höchsten Ziel buddhistischer Praxis in allen ihren Formen, führe.

## Historische Entwicklung

### Frühbuddhismus
In den Reden des Buddha im Pali-Kanon finden sich viele Zeugnisse, dass in der altindischen Urgemeinde die systematische Praxis von bloßer Achtsamkeit zum Zwecke der befreienden Einsichten weit verbreitet gewesen ist. Diese breite Praxisorientierung wirkte noch einige Jahrhunderte fort. Ab etwa dem 10. Jahrhundert scheint sie im Theravâda-Buddhismus keine Rolle mehr zu spielen. Jene breit angelegte, sich an Laien wie Ordinierte richtende frühbuddhistische Achtsamkeits- bzw. Einsichtspraxis ist durch spätere buddhistische Entwicklungen – vor allem die Ausprägung von Scholastik, Philosophie und Institutionalisierung in Form buddhistischer Klöster, die einen Monopolanspruch auf den höchsten Befreiungsweg erhoben haben – zunehmend in den Hintergrund getreten.

### Wiederbelebung ab dem 18. Jahrhundert
Ab Anfang des 18. Jahrhunderts kam es jedoch in Burma (dem heutigen Myanmar) zu einer Wiederbelebung der frühbuddhistischen Orientierung an einer befreienden Meditationspraxis für alle, Laien wie Ordinierte, durch eine systematische Achtsamkeitsschulung – ausgehend von den zentralen Achtsamkeitsreden des Buddha im Pali-Kanon. Diese Bewegung wurde schließlich vom burmesischen Theravâda und dem Königshaus unterstützt. Sie gewann damit an Dynamik.
Seit dem späten 19. Jahrhundert werden die Meditationsformen des Vipassanâ dann im Zuge einer großen Reformbewegung, die vor allem von dem wohl gelehrtesten und renommiertesten Meister der Geschichte Burmas, Ledi Sayadaw, geprägt worden ist, wieder breit angelegt an die (burmesische) Bevölkerung vermittelt. Hier hat die moderne Vipassanâ-Bewegung ihren Ausgang genommen. Bald danach hat sie Thailand, Sri Lanka und in den letzten Jahrzehnten die westliche Welt erfasst, wo sie mit ihrer starken Rückorientierung an der frühbuddhistischen Situation, das heißt ihrer relativen Freiheit von den späteren kulturbedingten Formen der „Religion“ Buddhismus, zunehmend populär wird.
Dazu tragen inzwischen zahlreiche westliche Meditationslehrende bei, die in der Mehrheit Laien – entweder frühere Ordinierte oder niemals Ordinierte – und manchmal prägende Mönche wie etwa Ajahn Brahm sind. Auch gibt es unter diesen Vermittlern viele Frauen.

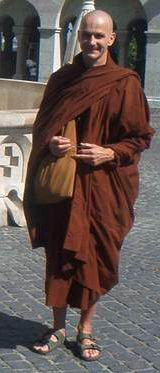
Der deutsche Vipassana-Lehrer und theravâdabuddhistische Mönch Bhikkhu Vivekananda.

Was die Neuzugänglichmachung der alten Quellen des Pali-Kanons als der Grundlage der Vipassanâ-Bewegung für einen breiteren, an der Praxis interessierten Kreis angeht, spielen jedoch westliche Theravâda-Ordinierte die Hauptrolle – vor allem Bhikkhu Bodhi, Bhikkhu Thanissaro, Bhikkhu Analayo. Aber auch einige Laiengelehrte sind hier zu nennen, wie etwa Maurice Walshe. Analayo und Ajahn Sujato erforschen außerdem die kanonischen Fragmente anderer frühbuddhistischer Schulen, die im chinesischen buddhistischen Kanon erhalten geblieben sind.
Ledi Sayadaw und andere reformorientierte burmesische Mönche wandten sich ursprünglich gegen die kulturellen und scholastischen Überformungen der Muttertradition Theravāda, gegen den Monopolanspruch der Klöster auf den höchsten Befreiungsweg und gegen die christliche Missionierung im Rahmen der britischen Kolonialherrschaft in Burma. Die befreiungspragmatische, das heißt Befreiung hier und jetzt im Leben bezweckende Praxislehre des Vipassanā war die buddhistische Antwort auf die Glaubensreligion der Kolonialmacht bzw. ein besonders effektives Mittel, die burmesische Bevölkerung gegenüber den christlichen Missionierungsversuchen unempfänglich zu machen.
Diese Neuausrichtung der Vipassanâ-Bewegung ist ebenfalls der Grund, dass in den meisten Formen dieser Bewegung die Glaubenselemente des traditionellen Theravāda in den Hintergrund getreten sind (etwa die Wiedergeburtslehre in einem wörtlichen Sinne). Mit ihrer Skepsis gegenüber glaubensreligiösen Aspekten knüpft die Reformbewegung des Vipassanâ an die Lehre des historischen Buddha an, der sich etwa von der spekulativen Religion der Brahmanen und den Theorien der altindischen Asketen bzw. Waldeinsiedler abgrenzte.
Deshalb gelten die Praxisformen des Vipassanā als die ältesten buddhistischen Meditationsformen bzw. werden auf den historischen Buddha selbst zurückgeführt. Die Hauptquellen aller Richtungen des Vipassanā finden sich im Pali-Kanon, der Textgrundlage des Theravāda-Buddhismus, welche die ältesten vollständig überlieferten Redensammlungen des historischen Buddha enthält. Jene Hauptquellen sind das Satipatthāna-Sutta, die „Rede von den Vergegenwärtigungen der Achtsamkeit“ (MN 10 und DN 22), sowie das Ānāpānasati-Sutta, die „Rede vom bewussten Ein- und Ausatmen“ (MN 118).
Im Satipatthāna-Sutta wird die Achtsamkeitspraxis als der „Einzige Weg“ oder „Direkte Weg“ (ekāyana magga) bezeichnet. Dieser Begriff erscheint im Pali-Kanon lediglich an dieser einen Stelle und begründet damit den hohen Stellenwert des Vipassanā in der frühbuddhistischen Lehre.
Die moderne Vipassanā-Bewegung ist vor allem vom „Erlösungspragmatismus“ der alten Praxislehre Buddhas – keine Glaubensreligion, Spekulation, Metaphysik oder Philosophie und keine extreme Askese – geprägt. Damit entspricht sie dessen Kernlehre oder -absicht, nämlich: „Nur eines lehre ich, jetzt wie früher: Das Leiden (dukkha) und das Ende des Leidens.“

### Vipassanā-Bewegung im Westen

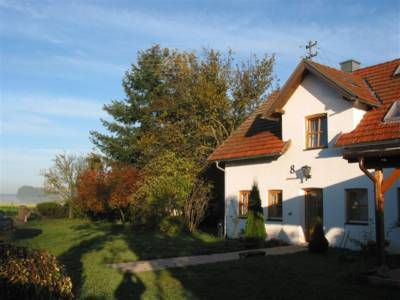
Das Vipassanā-Zentrum „Buddhayana“ bei Ingolstadt.

Vipassanā ist weltweit die einflussreichste Form des heutigen Theravāda-Buddhismus und bildet neben dem Zen und dem tibetischen Buddhismus die dritte Hauptströmung des Buddhismus im Westen. Die Ausgangsländer und hauptsächlichen Hochburgen der Achtsamkeits- bzw. Einsichtspraxis Vipassanā sind Myanmar und Thailand.
Aber auch aus anderen Ländern des Theravāda kommen einflussreiche Lehrende des Vipassanā im Westen, zum Beispiel der Amerikaner Yogavacara Rahula und der Singhalese Bhante Gunaratana, die seit Jahrzehnten ordinierte Theravāda-Mönche sind. Sie leiten gemeinsam beide die amerikanische „Bhāvanā Society“ und haben ihre spirituellen Ausbildungen vorwiegend unter Meistern auf Sri Lanka erfahren. Das Gleiche gilt für die bekannte deutsche Nonne Ayya Khema. Yogavacara Rahula ist auch ein Meister des Yoga, das er auf seinen Kursen in Verbindung mit dem Vipassanā lehrt. Bhante Gunaratana ist ein bekannter Gelehrter und Autor.
Im Westen gibt es seit den Sechzigern eine wachsende Zahl von männlichen wie weiblichen Vipassanā-Lehrenden. Beide Geschlechter sind unter den Lehrenden dieser Tradition ähnlich stark vertreten. Sie führen entweder die traditionellen Methoden als Vertreter einer bestimmten Richtung fort oder sie verknüpfen die Ansätze miteinander (manchmal auch mit anderen buddhistischen Praktiken, wie Joseph Goldstein mit dem Dzogchen des tibetischen Buddhismus). Klassische Vipassanā-Kurse werden in Form von kürzeren oder längeren Retreats abgehalten. Gemäß dem traditionellen Spendenprinzip Dāna werden die Unterweisungen des Lehrenden auf Basis von freiwilligen Spenden angeboten.
Es gibt viele Verbindungen des Vipassanā mit der Psychologie und Gebieten helfenden Engagements, zum Beispiel dem Einsatz in Justizvollzugsanstalten, der Abhängigkeitsbehandlung oder der Komplementärmedizin.

## Buddhistische Achtsamkeitspraxis

### Sammā Sati – Treffliche Achtsamkeit

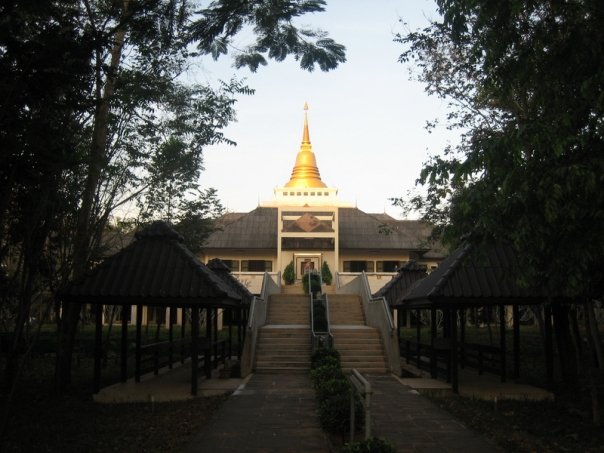
Dhammahalle des Vipassanā-Meditationszentrums in Prachenburi, Thailand (Goenka-Tradition)

Die Traditionen des Vipassanā mit ihren unterschiedlichen methodischen Ansätzen dienen alle der Entwicklung einer höheren, sogenannten „Trefflichen Achtsamkeit“ (sammā sati), die über die einfache Konzentrationsfunktion von Aufmerksamkeit hinausgeht.

### Vipassanā – Klare Sicht
Bei der Praxis dieser „Trefflichen Achtsamkeit“ geht es um das zunehmende Durchdringen oder „befreiende Sehen“ der über die sinnliche Erfahrung zwar immer und überall gegebenen, aber gewöhnlich durch Verblendungen bzw. „Nichtsehen“ (avijjā) verborgenen „Wahrheit“, „Höchsten Realität“ oder „Natur der Dinge“.

### Vipassanā-bhāvanā – Einsichtsmeditation
Die Vertreter des Vipassanā lehren, dass der alleinige Schlüssel zu der „Höchsten Realität“ eine schlichte, jederzeit entwickelbare Achtsamkeit ist, nicht Konzepte oder Studien, die nur eine vorbereitende Funktion haben. Es handelt sich um eine methodisch entwickelte bloße Achtsamkeit, die weder über systematische Studien noch über starke Konzentrationszustände („Vertiefungen“ oder Jhānas) führt, sondern (als Betrachten der natürlichen Phänomene) unmittelbar vorgeht.
Der Zweck des traditionellen Vipassanā in allen seinen Formen ist eine ungetrübte, durchdringende „Klare Sicht“ (vipassanā), ein über diskursives Denken hinausgegangenes, unmittelbares Erfassen der vergänglichen, ungenügenden bzw. „Selbst“-losen Natur der Erscheinungen – nämlich der sinnlich wahrgenommenen Phänomene und der Körperempfindungen, Gefühlsreaktionen, Emotionen oder Gedanken. Mit diesem unmittelbaren Erfassen soll das unbewusste Ergreifen bzw. Sichidentifizieren mit den vergänglichen Phänomenen als „Ich (bin das)“ oder „mein“ und damit alle Ängste und Leiden schwinden. S.N. Goenka (s. u.) resümiert Vipassanā mit „die Dinge sehen, wie sie wirklich sind“.
Die Voraussetzung für einen erfolgreichen Fortschritt in der Vipassanā-Meditation ist immer auch die Entwicklung der „Herzqualitäten“, das heißt von Ethik – insbesondere die Praxis der „Fünf Verhaltensrichtlinien“ (Silas).

### Vipassanā-Nyāna – Der Stufenweg
„Vipassanā“ wird gewöhnlich mit „Achtsamkeitspraxis“ oder „Einsichtsmeditation“ wiedergegeben. Der Entwicklungsprozess der Einsicht verläuft meist in Stufen. Deshalb gibt es in manchen einflussreichen Richtungen des Vipassanā die Lehre von den aufeinander aufbauenden Ebenen des „Einsichtswissens“, den sogenannten „Vipassanā-Nyānas“.

### Vipaśyana – Sanskrit
Vipaśyana ist die Sanskrit-Schreibweise des Pali-Wortes vipassanā, womit aber nicht das hier beschriebene frühbuddhistische Vipassanā bezeichnet wird, sondern andere, nämlich ureigene Meditationsformen des Mahāyāna-Buddhismus.
Das mahāyānische „Vipaśyana“ (tib. Lhagthong) beruht auf denk- bzw. konzeptbasierten Methoden, das frühbuddhistische „Vipassanā“ hingegen auf achtsamkeits- bzw. intuitionsbasierten Methoden. Die Lehre und Praxis einer bloßen, nichtbegrifflichen bzw. intuitiv sehenden „Trefflichen Achtsamkeit“ hat im Mahāyāna keine vergleichbar zentrale Stellung wie im Theravāda. Allerdings bestehen gewisse Parallelen zwischen der Praxis des Vipassanā im Theravāda-Buddhismus und bestimmten Meditationsformen im Mahāyāna. Zu nennen sind hier insbesondere Zen, Mahamudra und Dzogchen, bei denen es auch um die Einübung einer nichtbegrifflichen Wahrnehmung der Dinge geht.

### Samatha – Vertiefung
Generell vertreten die Lehrenden des Vipassanā auf ihren Kursen oder mit ihren Schriften die Ansicht, dass ein bestimmtes „flexibles“ Maß an Konzentration (samatha), das sich mit der fortwährenden Fokussierung auf die natürlichen Körper-Geist-Prozesse einstellt – nämlich die sogenannte „Augenblickliche Konzentration“ –, die beste Grundlage sei, um die befreienden, höheren Einsichten (vipassanā) zu verwirklichen.
Wenn die Konzentration durch die Fokussierung auf ein naturgemäß „statisches“ Konzept bzw. geistiges Konstrukt (wie Visualisierungen, innere Laute, Vorstellungen, Gedanken oder Reflexionen) zu stark werde, behindere sie die befreienden intuitiven Einsichten. Denn diese könnten sich lediglich aus einem zunehmenden Durchdringen der natürlichen, überall gegebenen Realitäten oder Prozesse durch sehende Achtsamkeit auf der Grundlage einer flexiblen, das heißt nicht zu starken oder statischen Konzentration ergeben. Die vier Hauptansätze des Vipassanā (s. u.) folgen diesem Weg, den auch bekannte einzelne Lehrende vertreten, die verschiedene Hauptansätze verbinden (etwa der Mönch Bhante Sujiva).
Wenn der Weg zu den befreienden Einsichten über die statischen Ruhe- bzw. Konzentrationszustände der Vertiefungen (Jhānas) genommen werde, was prinzipiell möglich sei, müsse man erst aus den Vertiefungen herauskommen und die mit ihnen verbundenen Faktoren oder Erscheinungen als gleichermaßen vergänglich, ungenügend bzw. als ein Nicht-Selbst wie alle anderen Phänomene auch durchschauen. Die zentrale, von den Vertretern dieses Vipassanā-Weges über die Vertiefungen häufig zitierte, Rede ist das Anupada-Sutta (MN 111) im Pali-Kanon. Bekannte Repräsentanten dieses Weges in Asien sind der burmesische Meister Pa Auk Sayadaw und im Westen (vor allem in Deutschland) die Lehrenden in der Tradition der deutschen Nonne Ayya Khema sowie einzelne Mönche wie der tschechische Bhikkhu Dhammadipa (ein Schüler Pa Auk Sayadaws).

### Satipatthāna-Sutta – Rede von den Vergegenwärtigungen der Achtsamkeit
Die Vier Vergegenwärtigungen der Achtsamkeit sind wie oben kurz erwähnt das Thema der grundlegenden Achtsamkeitsreden des historischen Buddha. Sie werden mit dem Satipatthāna-Sutta (Rede von den Vergegenwärtigungen der Achtsamkeit) im Einzelnen erklärt. In den grundlegenden Achtsamkeitsreden werden die ausgeprägten konzentrativen Vertiefungen „Jhānas“ nicht erwähnt. Hier wird wie bei den meisten Vipassanā-Methoden lediglich jene gewisse flexible Konzentration auf die wechselnden Augenblicke bzw. Prozesse vorausgesetzt, die sich mit der konsequenten Fokussierung auf die natürlichen Gegebenheiten von Körper und Geist entwickelt, um auf dieser Grundlage die befreienden Einsichten zu verwirklichen. Laut Satipatthāna-Sutta gibt es vier solche Vergegenwärtigungen:
1. Vergegenwärtigung des Körperlichen (kāyānupassanā)
2. Vergegenwärtigung der Empfindungen (vedanānupassanā)
3. Vergegenwärtigung des Geistes und dessen wechselnder Zustände (cittānupassanā)
4. Vergegenwärtigung der „Natürlichen Wahrheiten“ (dhammānupassanā)[21]. Andere argumentieren, dass diese Lesart zu inhaltlichen Widersprüchen führe, weil „Geistesobjekte“ explizit bloß einer von diversen Inhalten des Wortlautes zur vierten Vergegenwärtigung im Satipatthâna-Sutta seien und damit kein Überbegriff für diese vierte Vergegenwärtigung sein könnten. Klaus Mylius[22] übersetzt dammas hier als „Gegebenheiten“. Für Anālayo[23] sind diese dhammas „nicht das Meditationsobjekt selbst“. Sie bilden vielmehr – wie eine „Brille“ – einen „Rahmen“ oder „Referenzpunkte“, die während der Meditationspraxis auf das Erlebte angewandt werden. Hans Gruber[24] versteht die dhammas als „natürliche Wahrheiten“, da diese alle Inhalte des Wortlautes zur vierten Vergegenwärtigung im Satipatthâna-Sutta korrekt umfassen würden. Für Buddhadasa[25] sind sie dagegen nur Aspekte der Wahrheit des einen größten Dhamma.

Die „Dhammā“ (Plural von Dharma/Dhamma) in „Dhammānupassanā“ werden von einigen Lehrenden mit „Geistobjekte“ übersetzt. Der Begriff „Dhamma“ im Pali ist besonders vielschichtig und hat je nach seinem Kontext differierende Bedeutung. Aus der Beschreibung der vierten Vergegenwärtigung im Satipatthāna-Sutta geht die Bedeutung hervor. Es werden hier die verschiedenen Aspekte der grundlegenden Lehren des Buddha zur Fesselung und zur Befreiung von der Welt aufgezählt. Beispielsweise: „so weiß er, ob eine der ‚Fünf Hemmungen‘ in ihm anwesend ist oder nicht; weiß, wie sie entsteht, wie sie überwunden wird, wie sie künftig nicht mehr erscheint usw“.
Nach dem Theravada-Buddhismus können wir in der Zeit von 5000 Jahren nach dem Parinirvana Buddhas immer noch Sotāpanna oder sogar Arhat durch das Praktizieren von Satipatthana （Vipassana） erreichen. Satipatthana ist der einzige Ausweg.

### Ānāpānasati-Sutta – Rede vom bewussten Ein- und Ausatmen
Der andere Grundlagentext für die buddhistische Achtsamkeitspraxis ist die „Rede vom bewussten Ein- und Ausatmen“ (MN 118). Hier geht es um einen Weg zur befreienden Einsicht durch eine systematisch entwickelte Atembewusstheit, deren einzelne Stufen in der Rede genau beschrieben werden. Im Verlauf dieser zunehmend entwickelten Atembewusstheit werden die „Vier Vergegenwärtigungen der Achtsamkeit“ und die Sieben Erleuchtungsglieder (bojjhanga) von alleine entfaltet, was schließlich in den befreienden Einsichten kulminiere.

## Heutige Methoden
Die Praxisformen des Vipassanā können in strukturell offene Naturansätze und eindeutig strukturierte Technikmethoden unterteilt werden. Wissenschaftlich betrachtet kann keine dieser Praxisformen den Anspruch erheben, die Methode des historischen Buddha zu sein. Denn die relativ interpretationsoffenen Achtsamkeitslehren der im Pali-Kanon überlieferten Reden des Buddha lassen sich zur Begründung aller Ansätze des Vipassanā heranziehen.

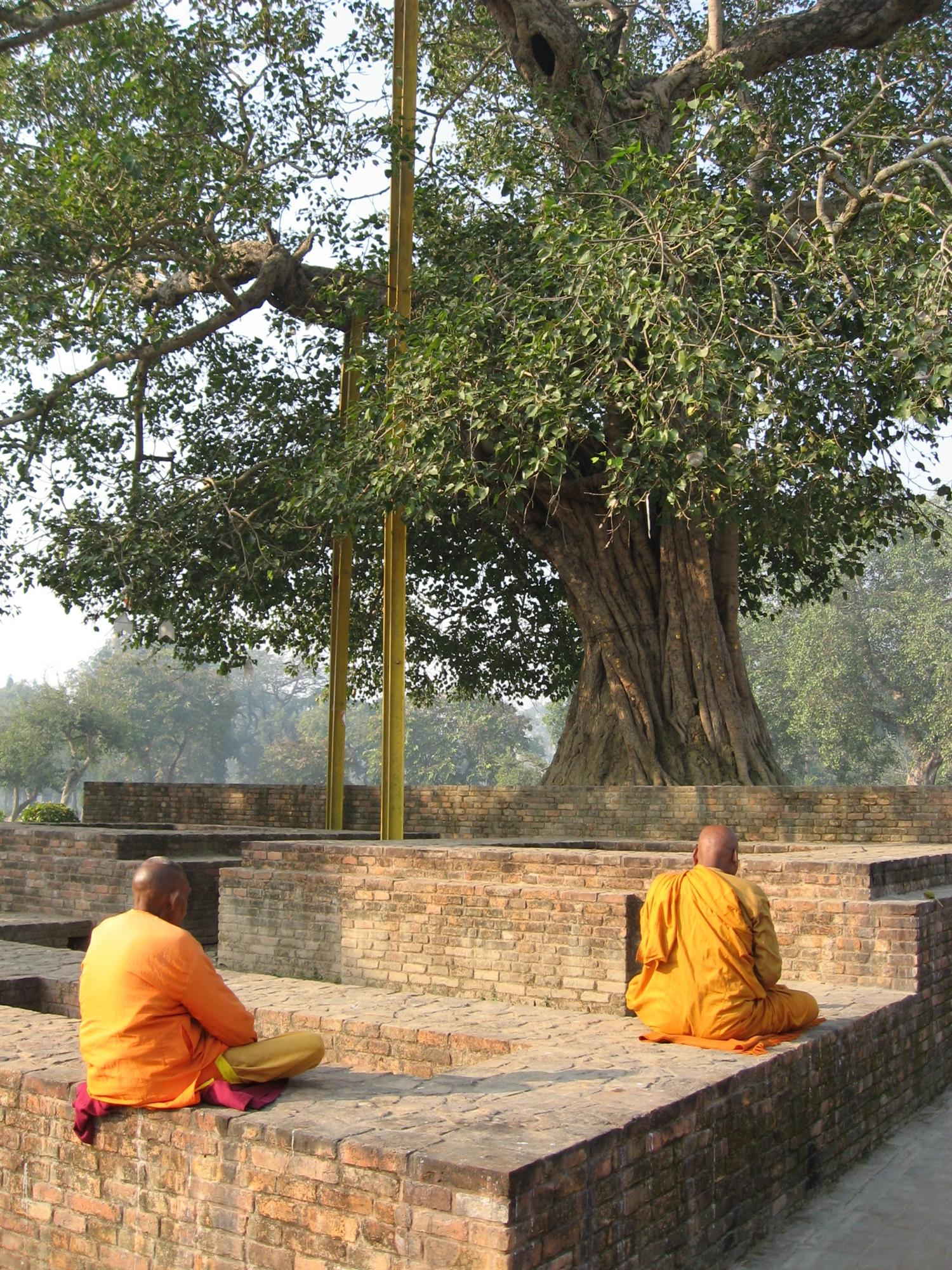
Buddhistische Mönche meditieren im Kloster (Jetavana, Sravasti, Uttar Pradesh, Indien).

### Naturansätze
Bei den Naturansätzen, die mehr auf dem Ānāpānasati-Sutta beruhen, steht die Atembetrachtung als ein vollständiger Befreiungsweg im Mittelpunkt, innerhalb dessen sich Ruhe und Einsicht sukzessive entfalten. Bei Ajahn Buddhadāsa etwa wird der gesamte Prozess der Atmung mit einer bestimmten Systematik betrachtet, sowohl der Ablauf der Atmung (über die Empfindungen um die Nasenlöcher bis zur Bewegung des Brustkorbes und der Bauchdecke bei jeder Ein- und Ausatmung) als auch die subtilen Auswirkungen des zunehmend bewussten Atmens auf Körper wie Geist.
Es existieren auch Naturansätze, bei denen die Atmung als ein den ganzen Körper erfassendes Phänomen gilt (nämlich in Form von Sauerstoff, der über das Blut in alle Zellen transportiert wird, was mit bestimmten subtilen Empfindungen in allen Körperbereichen einhergeht). Deshalb wird hier die systematische Betrachtung des Atmens mit der systematischen Betrachtung des gesamten Körpers verbunden (etwa bei dem thailändischen Meister Ajahn Lee Dhammadaro).
Von den Gründermeistern der Naturansätze gibt es ausführliche Kommentare zum Ānāpānasati-Sutta.

### Technikmethoden
Bei den Technikmethoden, die stärker auf dem Satipatthāna-Sutta beruhen, handelt es sich um ziemlich detaillierte bzw. genau strukturierte Techniken im engeren Sinne, bei denen die Atembetrachtung lediglich eine vorbereitende konzentrative Funktion hat, das heißt nicht als der eigentliche Befreiungsweg des Vipassanā gilt.
Bei der systematischen Empfindungsbeobachtung in der Tradition von U Ba Khin oder deren einflussreichstem Vertreter S. N. Goenka werden zur Beruhigung des Geistes vor dem eigentlichen Vipassanā die Empfindungen um die Nasenlöcher bei jeder Ein- und Ausatmung immer präziser betrachtet. Erst danach wird der eigene Körper mit der Achtsamkeit systematisch durchwandert, um die verschiedenen Körperempfindungen immer unmittelbarer zu erfassen, bis ihre Vergänglichkeit, ihr Ungenügen bzw. ihr Nicht-Selbst auf einer tieferen Ebene verstanden werden. So schwindet zunehmend das unbewusste Ergreifen der Dinge. „Betrachte und reagiere nicht“ oder „bleibe gleichmütig im Verstehen der Vergänglichkeit, der Vergänglichkeit, der Vergänglichkeit“ sind häufig wiederkehrende Anweisungen S. N. Goenkas.
Beim „Benennen“ (engl. labelling ‚Etikettieren‘) in der Tradition von Mahasi Sayadaw wird als Ankerobjekt die Auf- und Abbewegung der Bauchdecke bei jeder Ein- und Ausatmung genommen. Auf der Basis dieses Anker- bzw. Hauptobjektes wird die Palette der betrachteten Phänomene dann nach und nach erweitert (zu den stärkeren Empfindungen im Körper, den Geräuschen und schließlich den perzeptiven, gedanklichen oder affektiven Vorgängen im Geist), bis allmählich eine „Wahllose Bewusstheit“ eintritt. Das Hauptmittel der immer bewussteren Betrachtung sind hier spontan im Geist auftauchende „Etiketten“. Sie haben die Funktion von inneren Schnappschüssen. Sie sind gleichsam intuitive „Flashes“ des Verstehens, nicht Gedanken im eigentlichen Sinne. Bloß ein kleiner Teil der Aufmerksamkeit soll in die Etiketten fließen, damit sie nicht eigens „hervorgebracht“ werden. In dem Maße, wie auf diese Weise die Anbindung an die Prozesse von Körper und Geist gelingt, fallen sie weg, und es entwickelt sich eine befreiende „Wahllose Bewusstheit“.
Von den Gründermeistern der Technikmethoden gibt es ausführliche Kommentare zum Satipatthāna-Sutta, aber relativ wenige Aussagen zum Ānāpānasati-Sutta (das Gleiche gilt auch für S. N. Goenka, der heute vor allem die Empfindungsbeobachtung verbreitet; in seiner Tradition ist etwa der erste aufbauende Kurs der „Satipatthāna-Sutta-Kurs“, auf dem Goenka ausschließlich dieses Sutta interpretiert).

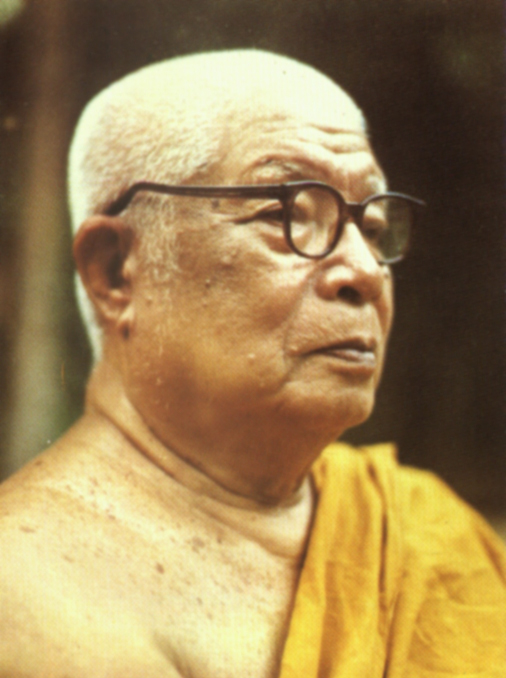
Der thailändische Meister und Vipassanā-Lehrer Ajahn Buddhadāsa.

### Grund der Unterschiedlichkeit
Die Naturansätze beruhen stärker auf dem Ānāpānasati-Sutta, die Technikmethoden stärker auf dem Satipatthāna-Sutta. Dementsprechend sind die jeweils angewandten Techniken oder Ansätze zum Zwecke der Betrachtung der natürlichen Prozesse von Körper wie Geist unterschiedlich.
Laut dem Satipatthāna-Sutta stehen die Vier Vergegenwärtigungen der Achtsamkeit jeweils weitgehend für sich alleine, weil jede dieser Vergegenwärtigungen bereits für sich genommen als ein voller Befreiungsweg fungieren kann (gemäß dem, in oralen Traditionen üblichen, häufig wiederkehrenden „Refrain“ des Suttas, mit dem die befreienden Einsichten nach jedem Abschnitt erscheinen). Außerdem gibt der Buddha mit diesem Sutta präzise methodische Anweisungen, wie die Betrachtung vollzogen werden soll (wenngleich es keine Methoden im Sinne der heutigen Vipassanā-Ansätze sind).
Laut dem Ānāpānasati-Sutta entfalten sich alle Vier Vergegenwärtigungen der Achtsamkeit dagegen innerhalb der „Dachbewusstheit“ des bewussten Ein- und Ausatmens, die hier ganz im Zentrum steht, das heißt, der eigentliche Befreiungsweg ist. Außerdem gibt der Buddha mit diesem Sutta weniger präzise methodische Anweisungen, sondern beschreibt mehr die sich vertiefenden Zustände von Ruhe und Einsicht, wie sich diese innerhalb einer Art von „Dachbewusstheit“ des bewussten Ein- und Ausatmens entwickeln.
Die Vertreter der Naturansätze des Vipassana aus Thailand, wie Ajahn Chah, Ajahn Buddhadasa oder Ajahn Lee Dhammadaro, berücksichtigen den Abhidhamma, die alten Kommentare zu den Reden des Buddha und den Visuddhi-Magga nicht oder kaum. Unter den Vertretern der Technikmethoden des Vipassana aus Burma spielen auch der dritte Korb des Pali-Kanons (Abhidhammapitaka), der später als die anderen beiden Körbe (Vinayapitaka und Suttapitaka) entstanden ist, die alten Kommentare zu den Reden des Buddha und das scholastische Werk Visuddhi-Magga in der Begründung ihrer Ansätze eine Rolle. Dennoch begründen auch sie ihre Techniken primär durch die Reden des Buddha.

### Die passende Methode
Die unterschiedlichen Praxisansätze richten sich an bestimmte Persönlichkeitstypen. So richtet sich zum Beispiel der Ansatz Bodysweeping des höchst pragmatischen U Ba Khin, des Leiters der Verwaltung Burmas nach der Kolonialzeit, oder heute von Mother Sayama und S. N. Goenka mit zahlreichen Zentren weltweit, an Menschen mit einer starken Körper- bzw. Empfindungsanlage. Das „Benennen“ des auch für seine Gelehrsamkeit berühmten Mahasi Sayadaw ist besonders für Persönlichkeiten mit einer starken Anlage zum Denken geeignet. Der „Weg der Klostergemeinschaft“ des Naturmeisters Ajahn Chahs richtet sich an gemeinschaftsorientierte Menschen mit einer ausgeprägten Gefühls- bzw. Herzanlage und die „Naturmethode oder Leerheit aller Dinge“ Ajahn Buddhadāsas an Persönlichkeiten mit einer starken Anlage zur Intuition oder Inspiration.

## Hauptvertreter
Die Hauptvertreter für die heute wichtigsten Ansätze des Vipassanā sind U Ba Khin und Mahasi Sayadaw („technische“ Methoden aus Burma), sowie Ajahn Chah und Ajahn Buddhadāsa („natürliche“ Ansätze aus Thailand).

### Naturansätze
Ajahn Chah ist der Hauptvertreter des „Weges der Ordensgemeinschaft“ mit rund 500 Klöstern in Thailand sowie einem größeren Zweig im Westen, in dem alleine abendländische Männer und Frauen ordiniert sind. Sie bezieht sich insbesondere auf den Vinayapitaka-Korb des Pali-Kanon, der die Ordensregeln enthält.
Ajahn Buddhadāsa mit dessen Schülern, etwa den Briten Christopher Titmuss und Martin Aylward, der das Zentrum Moulin de Chaves in Südfrankreich leitet, ist der Hauptvertreter der „Natur-Methode oder die Leerheit aller Dinge“.
Der westliche Hauptschüler Ajahn Buddhadāsas ist sein langjähriger Übersetzer und der ehemalige Mönch Santikaro. Er leitet heute Liberation Park, ein Zentrum und eine Dharma-Gemeinschaft im ländlichen Wisconsin/USA. Gemäß dem auch stark in der Welt engagierten Ansatz Ajahn Buddhadāsas, der als einer der Gründerväter des weltweiten „Engagierten Buddhismus“ gilt, heißt es in der Selbstbeschreibung von Liberation Park unter anderem: „Wir sind dem Aufbau einer Gemeinschaft der befreienden Praxis verpflichtet. Zu diesem Zweck stellen wir eine natürliche Umgebung für individuelle Meditationsretreats zur Verfügung und leben eine buddhistische Ethik der ökologischen und sozialen Verantwortung.“
Die Natur-Methode bezieht sich insbesondere auf den zweiten Korb des Pali-Kanons (Suttapitaka), der die Lehrreden Buddhas enthält.
Weitere wichtige Vertreter von Naturansätzen sind zum Beispiel der burmesische Meister Sunlun Sayadaw („Berührung und Bewusstheit“), ursprünglich ein einfacher Bauer, der durch seine Einsicht berühmt geworden ist. Er nennt als Schlüsselbegriff einer befreienden Praxis: „Mache Dir jede Körperempfindung so bewusst, wie sie ist, ohne Namen; bis bloß noch das reine Wissen im Empfinden selbst zurückbleibt“; das heißt ein Wissen ohne Konzepte von sich und anderen, wie „mein“ oder „Dein Körper“, „Ich“ oder „ein Selbst“.
Weitere Vertreter von Naturansätzen aus Thailand sind ein Meister der Waldtradition, Ajahn Lee („Der Weg der Atemempfindungen im ganzen Körper“), der als das Geheimnis der Befreiung „Das Atmen im Gespür halten“ lehrt; sowie Ajahn Dhammadaro („Empfindungen an der Herz-Basis“), der als den Weg zur Befreiung lehrt, alle Sinneserfahrungen als „Klare Empfindungen“ zu durchschauen, „die an der Herzbasis entstehen und vergehen“. Zur Tradition von Ajahn Lee gehört etwa der besonders einflussreiche amerikanische Theravâda-Mönch Bhikkhu Thanissaro. Zur Tradition von Ajahn Dhammadaro (und auch zur Tradition von Ajahn Buddhadâsa) gehört etwa der Engländer Christopher Titmuss.

### Technikmethoden

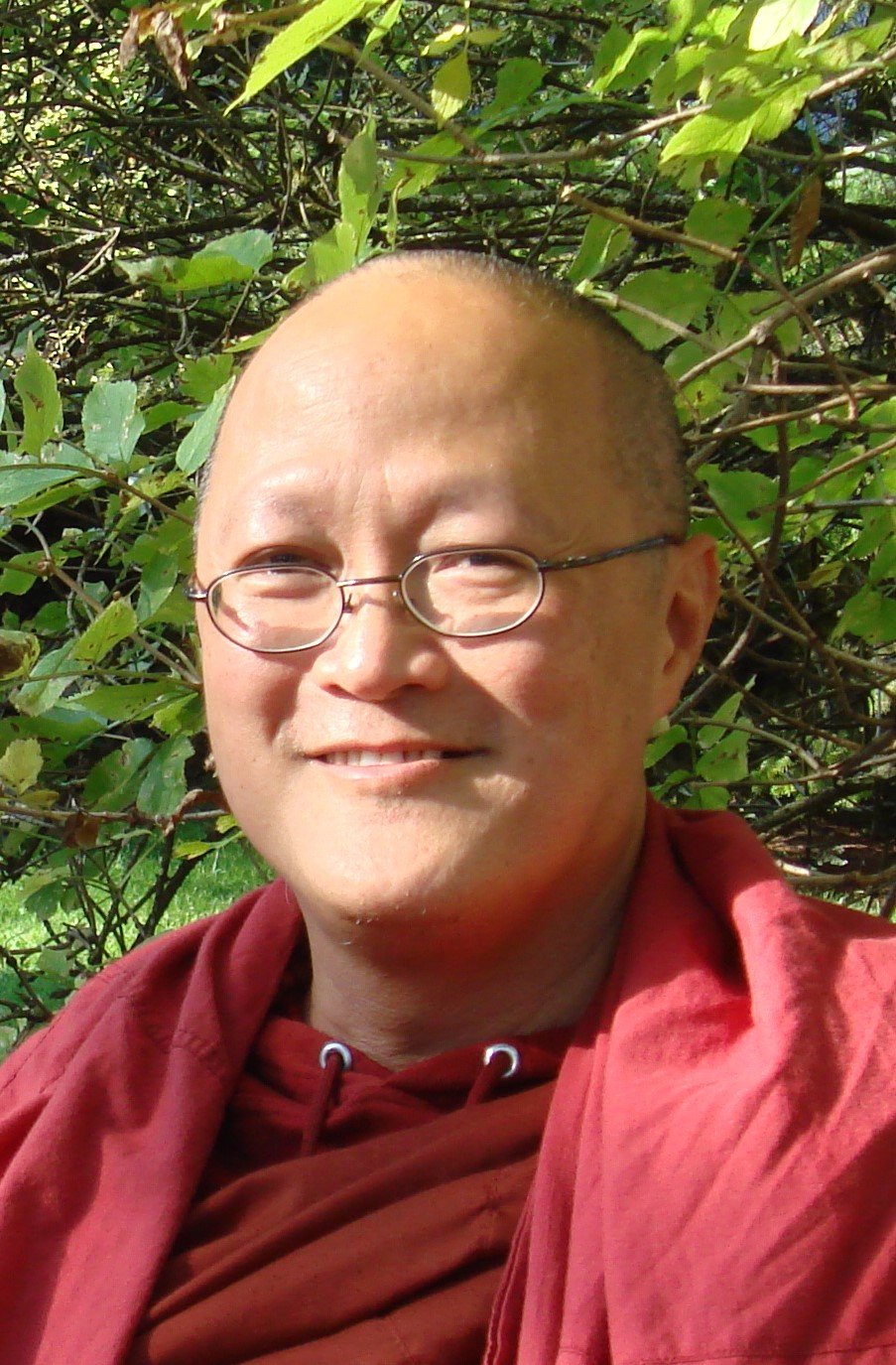
Der chinesisch-stämmige Vipassanā-Lehrer Bhante Sujiva aus Malaysia.

U Ba Khin mit dessen prägendsten Schülern Satya Narayan Goenka und Mother Sayama mit Saya U Chit Tin ist der Hauptvertreter der Technikmethode, in deren Zentrum das unmittelbare Verstehen der Vergänglichkeit durch die Betrachtung aller feinen oder groben körperlichen Empfindungen „Vedanā“ steht. U Ba Khin hat verschiedene Asiaten und Abendländer zur Weitergabe seiner besonders körper- bzw. empfindungsorientierten Vipassanā-Methode autorisiert.
Am bekanntesten sind S. N. Goenka und Mother Sayama. Aber auch die Deutschamerikanerin Ruth Denison ist hier zu nennen, die sich in ihrem Meditationsansatz von den vorher genannten beiden Hauptvertretern der Richtung U Ba Khins stark unterscheidet. Dies spricht nicht dafür, dass U Ba Khin in seinem Meditationsansatz strikt festgelegt war.
Mahasi Sayadaw ist der Vater der Technikmethode des Benennens oder Etikettierens „Labelling“. Er bezieht sich dabei nicht bloß auf die Reden des Buddha im Pali-Kanon, sondern auch auf die Kommentare, den Abhidhamma-Korb des Pali-Kanons, der umfangreiche Klassifizierungen psychologischer und erkenntnistheoretischer Art enthält, und das scholastische Werk Visuddhi-Magga.
Aus dieser Tradition kommen einige Lehrende, die nach ihrer spirituellen Ausbildung eigene Wege eingeschlagen haben, wenngleich auf Grundlage des „Benennens“, wie der in Europa zunehmend populäre und fließend Englisch sprechende chinesisch-stämmige Mönch Bhante Sujiva aus Malaysia, der das Bodysweeping mit dem Benennen verbindet sowie andere Meditationsformen des Buddha lehrt. Er hat als Vermittler der Vipassanā-Meditation und der sie zentral ergänzenden Praxis der „Liebenden Güte“ (mettā) aufgrund seiner Koppelung einer profunden Kenntnis des Palikanons mit einer klaren Praxisausrichtung einen wachsend guten Ruf. Er vermengt den frühen Buddhismus nicht mit sekundären Lehren.
Die Amerikaner Bhante Vimalaramsi und Daniel M. Ingram sowie der in Thailand sehr angesehene Hauslehrer des thailändischen Königs, Ajahn Thong, dessen Vipassanā-Ansatz von manchen Zentren in Europa und in Deutschland primär vom „Dhammacari Vipassana Meditationszentrum“ vertreten wird, haben auch eigene Wege eingeschlagen. Ajahn Thong lehrt eine Abfolge von 28 inneren „Touching Points“ für die Achtsamkeit, die in besonderem Maße Energie und Konzentration erwecken können.
Einflussreiche westliche Vertreter des traditionellen „Benennens“ sind etwa der deutsche Mönch Vivekananda, der das renommierte Panditarama Lumbini International Vipassana Meditation Center in Lumbini leitet, dem Geburtsort des Buddha im heutigen Südnepal. Er kommt regelmäßig in den Westen, um Kurse zu geben. Auch der englische Mönch Bodhidhamma ist unter den klassischen westlichen Vertretern des „Benennens“ zu nennen. Er leitet das Satipanya Buddhist Retreat, ein neues Zentrum in Wales im Vereinigten Königreich.

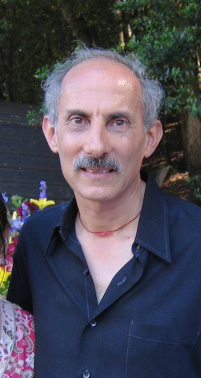
Der amerikanische Vipassanā-Lehrer Jack Kornfield in Pasadena 2005.

Die Führerin der burmesische Oppositionsbewegung, die Friedensnobelpreisträgerin Aung San Suu Kyi, bekennt sich zur Praxis des Benennens als ihrer Kraftquelle.
Die bekannten amerikanischen Lehrer Jack Kornfield, Joseph Goldstein und Sharon Salzberg kommen ebenfalls aus dieser Tradition (sie sind noch von Mahasi Sayadaw selbst zum Lehren autorisiert worden; Jack Kornfield ist ebenfalls stark von Ajahn Chah geprägt worden). In Deutschland ist Marie Mannschatz, eine Schülerin von Jack Kornfield, als Meditationslehrerin aktiv und eine bekannte Autorin. Der Schweizer Vipassanā-Lehrer Fred von Allmen ist sowohl im Theravāda als auch im Mahāyāna gut bewandert. Kornfields und Goldsteins Ansätze gehören zu seinen Haupteinflüssen.
Ein Hauptmerkmal des von Kornfield, Goldstein und Salzberg gelehrten oder ausgehenden „amerikanischen“ Vipassanā ist ein relativ stark ausgeprägter Synkretismus, das heißt die Vermengung des Vipassanā mit anderen Lehren unter dem Begriff „Vipassanā“, ohne dass diese Vermengung immer transparent gemacht wird. Solche Synkretismen bestehen bei Goldstein mit dem tibetisch-buddhistischen Dzogchen, bei Kornfield mit Therapie, Psychologie und der Lehre vom „Wahren Selbst“, bei Mannschatz mit Psychologie und Focusing oder bei von Allmen mit dem Mahāyāna.
Pa Auk Sayadaw aus Burma entwickelte eine weitere wichtige, primär an Texten aus dem Abhidhamma orientierte Technikmethode. Er lehrt die klassischen Konzentrationsmethoden, um auf Grundlage der Ruhemeditation die befreienden Einsichten zu erwecken. Im Westen verbreitet vor allem der tschechische Mönch Dhammadipa, der fließend diverse Sprachen beherrscht, den Ansatz Pa Auk Sayadaws.

## Achtsamkeitspraxis für Nicht-Buddhisten
Praktisch alle Vertreter des Vipassana betonen die weitgehende Unabhängigkeit des Vipassana von kulturbedingten Formen, indem sie sich darauf beschränken, die essenziellen Praxismethoden des frühen Buddhismus und die sie erläuternden Hintergrundlehren zu vermitteln. Das Vipassana ist vergleichsweise stark diesseitsorientiert, weil es in dieser Tradition immer um ein möglichst hohes Maß von Befreiung in diesem Leben bzw. die dementsprechenden Methoden und Lehren geht. Darin unterscheidet sich das Vipassanā von einer jenseitsorientierten Glaubensreligion. Darin unterscheidet es sich ebenfalls von vorbuddhistischen und manchen buddhistischen Glaubensvorstellungen, die in den Ursprungsländern vorhanden sind.
Die grundsätzliche Vipassanā-Methodik der systematischen Bewusstwerdung der natürlichen Gegebenheiten bzw. der fortwährend entstehenden und vergehenden Phänomene (im Unterschied zu den vom Geist gemachten, konzeptuellen, bloß vor-gestellten und damit relativ statischen Gegebenheiten), findet Eingang in unterschiedliche moderne Zusammenhänge – zum Beispiel in Achtsamkeitstherapien, neue psychologische Theorien, esoterische Strömungen oder ein an innerer Praxis orientiertes, reformiertes Christentum.
Zu den populären modernen Anwendungen des Vipassanā gehört vor allem das komplementärmedizinische Behandlungsprogramm MBSR (Mindfulness-Based Stress Reduction) des amerikanischen Molekularbiologen Jon Kabat-Zinn, das primär auf den beiden größten technischen Vipassanāmethoden Bodysweeping und Benennen beruht. Ziel des Programmes ist die Schulung der Achtsamkeit. Dies fördert den Stressabbau und kann die Behandlung von psychosomatischen Leiden unterstützen. MBSR wird heute an vielen amerikanischen Kliniken und auch zunehmend in Europa eingesetzt. Ein typisches MBSR-Programm dauert acht Wochen und besteht aus Atembetrachtung, „Body-Scan“ (Körperbetrachtung), Sitzmeditation und einfachen Körperübungen, wobei sich die Teilnehmer verpflichten, mindestens 45 Minuten pro Tag zu üben. Der „Body-Scan“ beruht auf der Vipassana-Methode des Bodysweepings, die Sitzmeditation stammt aus der Vipassana-Methode des „Benennens“. In das Programm sind neben diesen Vipassanā-Methoden auch Elemente aus anderen buddhistischen Richtungen eingeflossen. So ist beispielsweise die Schulung der Achtsamkeit bei Alltagsaufgaben vom vietnamesischen Mönch Thich Nhat Hanh inspiriert (vgl. Samu). Die Körperübungen sind dem Hatha-Yoga entnommen. Innerhalb des MBSR wird weitgehend auf buddhistische Fachbegriffe verzichtet. Die Schulung der Achtsamkeit kann so weitgehend unabhängig von kulturellen und religiösen Hintergründen der Teilnehmer erfolgen.